# آذار
| جشنواره عید پوریم سال ۱۹۳۴ در تل‌آویو دختری که لباس ملکه استر را به‌تن دارد. |            |
| شماره ماه:                                                                 | ۱۲         |
| شمار روزها:                                                                | ۲۹         |
| فصل:                                                                       | زمستان     |
| گاه‌شماری میلادی:                                                           | فوریه–مارس |

آذار یا آدار (به عبری: אֲדָר)، (عربی: آذار) ششمین ماه از سال کشوری و دوازدهمین ماه از سال دینی در تقویم عبری است. این ماه در زمستان است و ۲۹ روز دارد. در سال کبیسه این ماه ۳۰ روز جلوتر رخ می‌دهد و آدار الف یا آدار ریشون (آدار نخستین) یا آدار ۱ خوانده می‌شود و ماه پس از آن آدار ب یا آدار شنی(دوم) یا آدار ۲. آدار یک و دو در هنگام فوریه و مارس در تقویم گریگوری واقع می‌شوند.
آذار از واژه اکدی adaru ریشه‌گرفته‌است.
آذار در تقویمهای مختلف متفاوت بوده است. مثلاً در تقویم اسکندر مقدونی معادل ماه فروردین بوده است 
و در فرهنگ دهخدا و معین و بسیاری از فرهنگهای فارسی زبان هم همین را مقیاس قرار داده اند نه اسفند را؛
ولو که روایتی که از پیامبر نقل شده (من بشرنی بخروج آذار) به خاطر تعبیر «بشارت» برای خروج آذار، با اسفند بودن آن بیشتر سازگار است یعنی احتمالاً نزد مسلمانان آذار عبری شناخته شده بوده است نه آذار اسکندر.